# Mautturm Winklern

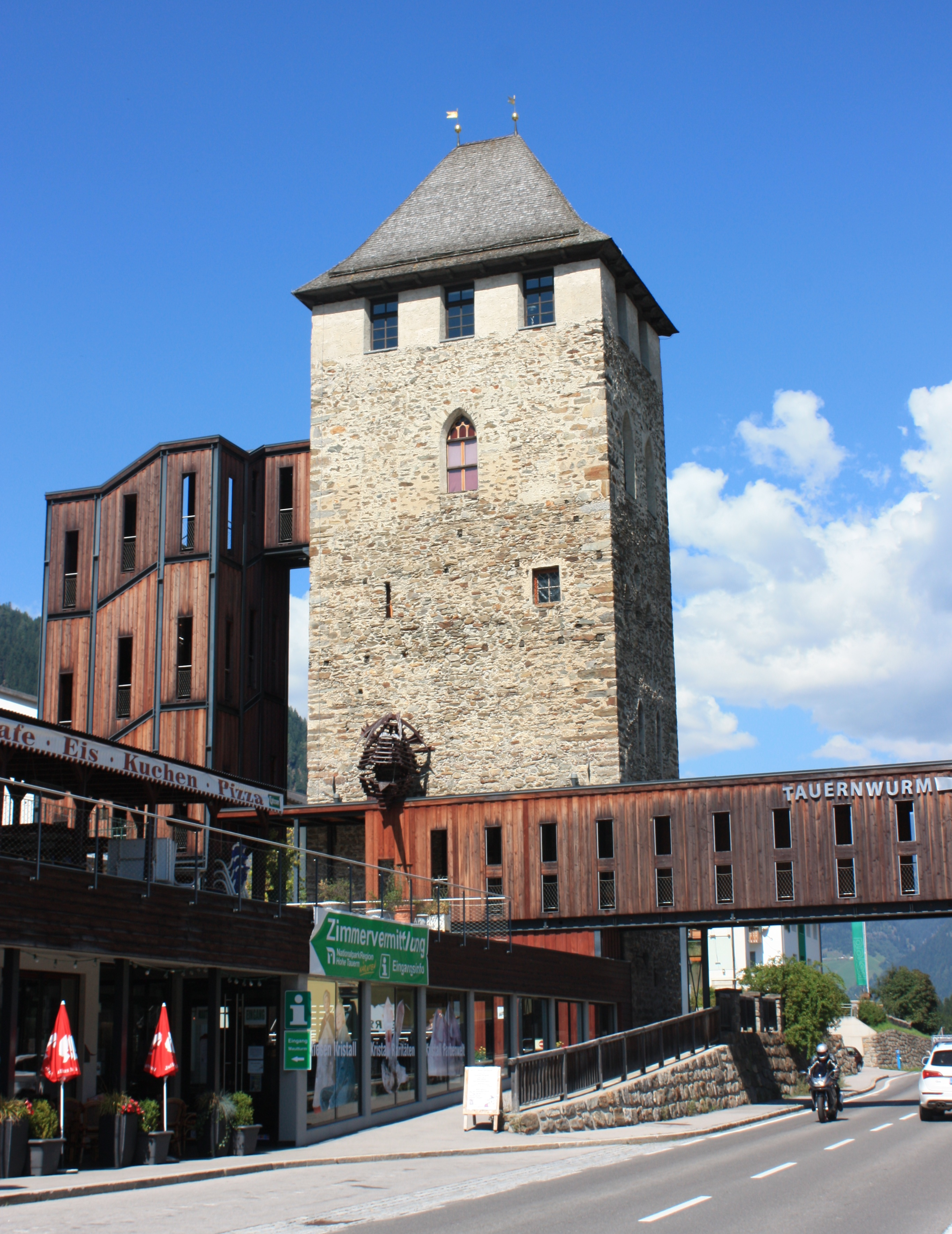
Mautturm in Winklern

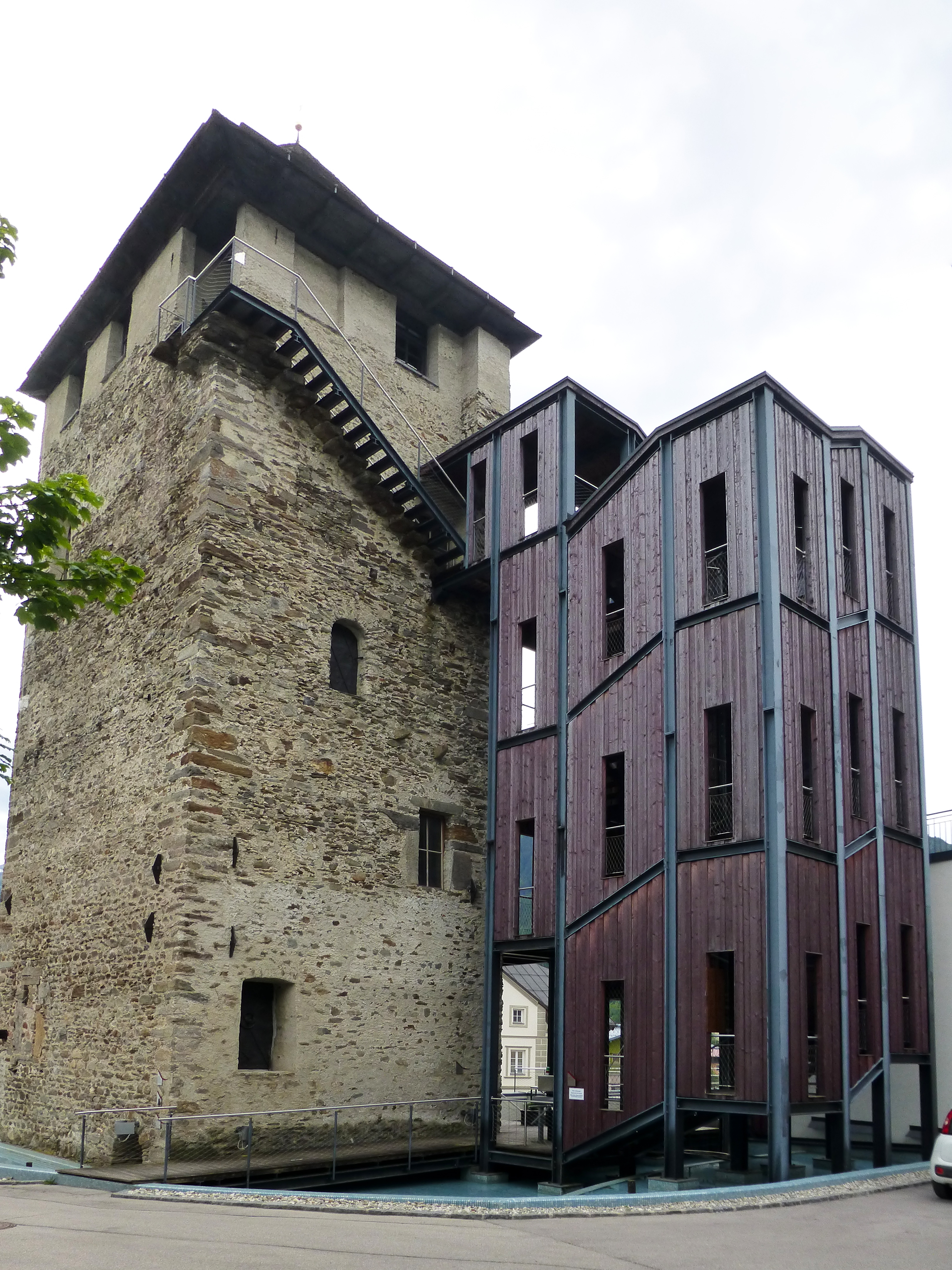
Ansicht mit Treppenanbau

Der Mautturm in Winklern ist ein um 1300 errichteter, ehemals mittelalterlicher turmartiger Adelssitz, der im dritten Viertel des 19. Jahrhunderts aufgestockt wurde. Die Bezeichnung Mautturm stammt aus der Neuzeit. Der Mautturm ist das Wahrzeichen der im Bezirk Spittal an der Drau in Oberkärnten gelegenen Marktgemeinde und ziert deren Wappen.

## Geschichte
Der Mautturm wurde für die Grafen von Görz an einer wichtigen Straßenkreuzung – von hier führen Straßen über Iselsberg nach Osttirol und in die Goldabbaugebiete im oberen und mittleren Mölltal – als Wohn-, Wehr- und Mautturm errichtet und war wohl Teil einer kleinen Burganlage.
Als Lehensnehmer wird 1317 ein Otto von Reuntal genannt. Später kam die Anlage an Heinrich von der Linden und Wiliburg, Heinrich II. von Lavant, und 1460 im Frieden von Pusarnitz an die Habsburger. Im 18. Jahrhundert wurde der Turm als Getreidespeicher genutzt und ab 1917 als Aussichtsturm. Im Jahre 2004 wurde er nach den Plänen der Architektin Jana Revedin mit einer Lärchenholz-Stahlkonstruktion, dem „Tauernwurm“ umbaut, über die er von außen zugänglich ist. Heute dient der Turm Ausstellungszwecken.

## Baubeschreibung
Der ursprünglich spätromanische/frühgotische Bau ist sauber aus Bach- und Bruchsteinen, vor allem aus Granit, gemauert und wurde 1865/67 um die beiden obersten Geschoße samt steilem Walmdach aufgestockt. Der Bau steht auf einem Grundriss von 9,6 mal 7 Meter. Die Wandstärke beträgt unten neunzig, ab dem ersten Stock etwa achtzig Zentimeter. Das Äußere wird durch Lichtschlitze, gotische und neugotische Spitzbogenfenster gegliedert. An der Ostseite des dritten Obergeschoßes befindet sich eine bemerkenswerte Fenstergruppe mit drei kleinen Spitzbogenöffnungen und Okulus, die um 1300 entstanden. Im Untergeschoß befindet sich ein Kellerraum und ein gewölbter seitlicher Aufschließungsgang.
Der überdachte Treppenaufgang, der an der Westseite des Turms über einem Wasserbecken errichtet wurde, führt zu einem Hocheingang an der zweitobersten Etage, der jedoch verschlossen ist. Es folgt eine Metalltreppe über den Steinstufen der bei der Aufstockung außen am Turm angebauten Turmstiege zum nordseitigen Hocheingang. Der Abstieg vom Turm erfolgt über eine im Innern verlaufende Treppe, die entlang der Seitenwände über einige Zwischenpodeste zum Ausgang führt. Der Innenraum des Turms ist unterhalb der obersten Etage offen gehalten und beherbergt verschiedene Ausstellungsobjekte einer Kristallausstellung, die in teils hängenden Vitrinen seit 2014 mit verbesserter Lichttechnik ausgeleuchtet werden.